# Marknadsrätten: en introduktion
Marknadsrätten: en introduktion är en grundläggande juridisk lärobok i marknadsrätt av Per Jonas Nordell, professor i civilrätt vid Stockholms Universitet. Boken används på juristutbildningar och behandlar framförallt konkurrens- och marknadsföringslagstiftningen (konkurrenslagen och marknadsföringslagen). Men den tar också upp annan marknadsrelaterad lagstiftning samt regleringen av näringslivets självreglering på marknaden. Den bygger på de föreläsningar i marknadsrätt som författaren har hållit sedan början av 1990-talet inom ramen för juridisk översiktskurs (JÖK) vid Stockholms universitet. I den femte upplagan, utgiven 2010, har uppdateringar gjort gällande upphandlingslagstiftningen och radio- och TV-lagen. Dessutom har Marknadetiska rådet (MER) och Näringslivets Etiska Råd mot Könsdiskriminerande reklam (ERK) ombildats till Reklamombudsmannen.